# Hästambrosia
Hästambrosia (Ambrosia trifida) är en ettårig växt som tillhör familjen korgblommiga växter. Arten hör ursprungligen hemma i Nordamerika men kan påträffas i Sydsverige. Hästambrosian blommar i september till oktober och är i Nordamerika en av de vanligaste orsakerna till hösnuva under sensommaren.